# فرد لي (لاعب كريكت)
فرد لي (24 مايو 1905 - 19 نوفمبر 1977) (بالإنجليزية: Fred Lee)‏ هو لاعب كريكت بريطاني وبريطاني (وحمل سابقاً جنسية المملكة المتحدة لبريطانيا العظمى وأيرلندا).